# Брадавица
Брадавица или млечна жлезда означава мали избочени и пигментирани део коже који се налази на предњој страни грудног коша, билатерално. Код људи се налази на прелазу петог интеркосталног простора (простор између два узастопна ребра ) и средњом клавикуларном линијом (вертикална линија која пролази кроз средину кључне кости ). Налази се код жена на предњем крају дојке. Окружена је ареолом. Функција брадавице код жена излучивање мајчиног млека током дојења.

## Структура
Пречник брадавице је 1 центиметар, у просеку. Она обухвата млечне канале и алвеолне мишиће, састављене од уздужних и циркуларних влакана, који функционишу као сфинктер који омогућава подизање дојке или телотизам. Артеријско снабдевање брадавице и дојке потиче из предњих интеркосталних грана унутрашњих торакалних (млечних) артерија.

## Физиологија

### Реакција
Под дејством хладноће или сексуалног узбуђења, брадавице се могу скупити и постати тврђе. То долази због повећања окситоцина у тој регији.

### Осетљивост
Брадавица је мање или више осетљива у зависности од особе и њено трњење може бити врло болно.

### Дојење
Физиолошка сврха брадавица је испоручити млеко дојенчету, произведено у женским млечним жлездама током лактације. Током дојења, стимулација брадавица одојчади ће симулирати ослобађање окситоцина из хипоталамуса . Окситоцин је хормон који се повећава током трудноће и делује на дојку како би се створио рефлекс избацивања млека. Ослобађање окситоцина стимулира брадавицу и проузрокује контракцију материце чак и након порођаја. Када беба сиса или стимулира брадавицу, ниво окситоцина расте и мали мишићи у дојкама се сужавају и гурају млеко кроз млечне канале.

## Употреба у медицини
Штипнути брадавицу је метода која се може користити за дијагнозу коме. Данас доктори радије користе унутрашњу страну подлактице.

## Патологија
Испупчена брадавица је малформација коју карактерише чињеница да је брадавица инвагирана, односно шупљег облика.

### Карцином дојке
Симптоми карцинома дојке често се прво могу видети променом брадавице и ареоле, мада немају све жене исте симптоме, а неке немају никаквих знакова или симптома. Особа може открити да има рак дојке након рутинске мамографије. Знакови упозорења могу бити:
- Нова квржица на брадавици, дојци или пазуху
- Задебљавање или отицање дела дојке, ареоле или брадавице
- Иритација или потамњење коже дојке
- Црвенило или љускаста кожа у пределу брадавице или дојке
- Повлачење брадавице или бол у пределу брадавице
- Исцедак из брадавица, осим мајчиног млека, укључујући крв
- Свака промена у величини или облику груди или брадавице
- Бол у било којем пределу дојке

Промене на брадавицама не морају означивати симптоме или знакове рака дојке.

## Симболизам
Брадавица је у неким културама централни елемент секундарног сексуалног карактера која представља дојке. Често се описује као повезан са плодношћу, а такође игра улогу у појму скромности или егзибиционизма. Откривање целе дојке и брадавице облик је протеста за неке и злочина за друге. Излагање брадавица обично се сматра нескромним и у неким случајевима се посматра као безобразно или непристојно понашање.